# Andrew Walter

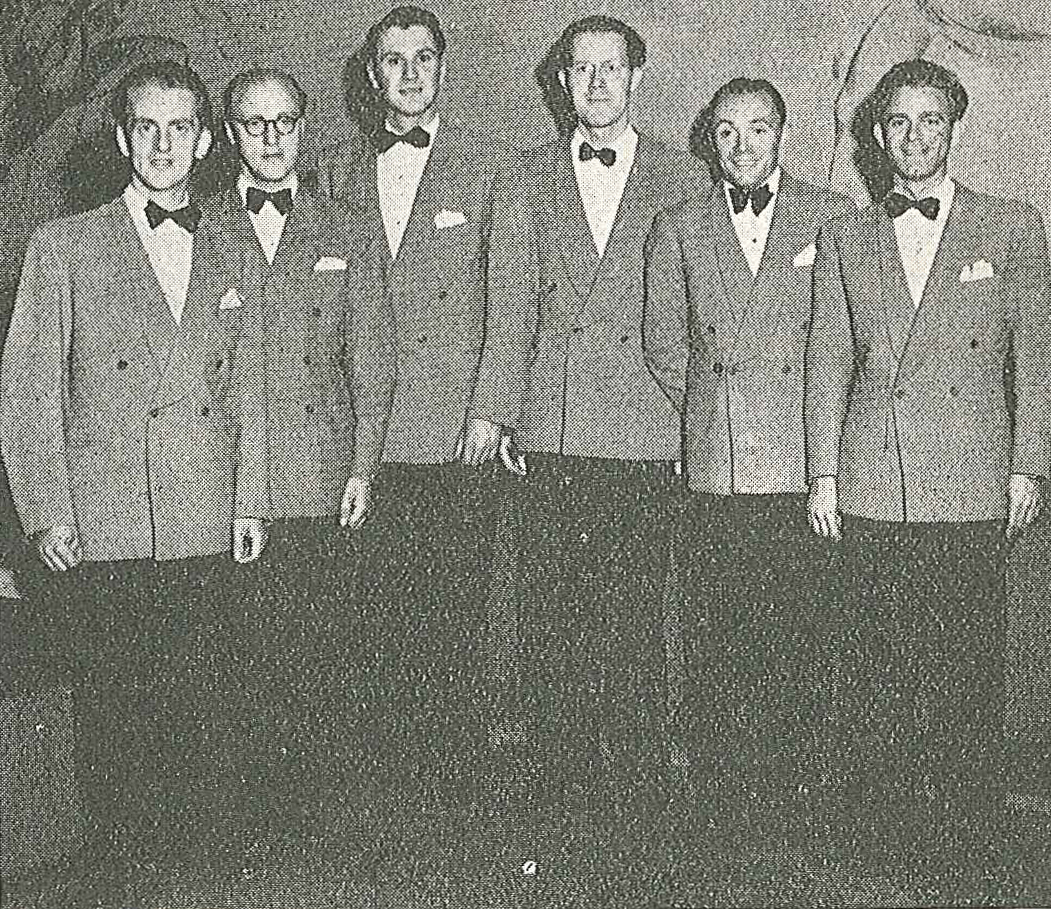
Andrew Walters orkester på danssalongen Virveln 1942. Från vänster: Gösta Bernholm (piano), Walter själv (dragspel), Freddy Lönngren (tenorsax, fiol), Oscar Rundqvist (altsax, fiol), Nils Croona (trummor) och Gösta Forsberg (trumpet, fiol).

Andrew Walter, artistnamn för Anders Valter Persson, senare Kejving, född den 25 september 1914 i Gäddede i norra Jämtland, död den 2 januari 1978 i Johanneshov, var en svensk kompositör och dragspelare, gift med sångerskan Birgit Moberg-Kejving.

## Biografi
Andrew Walter började spela när han var fem år, och spelade som ung gammaldans på många logdanser i hembygden Frostviken. Han debuterade i radio 1934 och vann SM i dragspel år 1937, vilket ledde till många spelningar även utomlands, bland annat en sju månaders orkesterturné i Sovjetunionen. När den latinamerikanska musiken under 1940-talet blev populär, med bland annat samba och rumba, hade han flyttat till Stockholm, och blev en av pionjärerna i Sverige för den musikgenren i Cubaneraorkestern tillsammans med Hasse Tellemar.
Han var kapellmästare i det populära radioprogrammet Frukostklubben under åren 1946–1967, och ackompanjerade där många kända artister. Han hade eget musikförlag, Kejving förlag, och var redaktör för tidskriften Ackordeonjournalen 1949–1959.  Han gav också ut Andrew Walters dragspelsskola som främst via postorderförsäljning förmodligen lärde tiotusentals personer runtom i Sverige att spela dragspel och att läsa noter.
Som medlem av Grims-lands Wienerkvartett 1943–1958 trakterade han ett ackordeon. 
Andrew Walter var en mycket flitig kompositör, och gjorde hundratals skivinspelningar under eget namn eller som ackompanjatör till andra svenska artister. Hans kanske mest kända melodi är valsen Afton på Solvik från 1943, som blivit en svensk dragspelsklassiker.
Walter omnämns i Povel Ramels Birth of the gammeldans från revyn På avigan (1966).
Instrumentfirman Hagström namngav en av sina dragspelsmodeller, Walter Special 40, efter honom.
Efter hans död instiftades en minnesfond som årligen utdelar stipendier till unga musikstuderande, och det första stipendiet utdelades 1979. Andrew Walter är begravd på Skogskyrkogården i Stockholm.

## Filmografi

### Musik
- 1961 – Hällebäcks gård
- 1966 – Yngsjömordet
- 1966 – Här har du ditt liv

### Roller
- 1940 – Med dej i mina armar
- 1943 – Vi mötte stormen
- 1945 – Flickorna i Småland
- 1946 – 100 dragspel och en flicka
- 1950 – Stjärnsmäll i Frukostklubben
- 1950 – Svenska takter

## Diskografi (urval)
- Dancing with a Swede-Heart. LP. DANA INTERNATIONAL DILP-8018. U.å.
- Music in the Scandinavian Manner. Andrew Walter & Walter Eriksson. LP. COLONIAL LP-134. U.å.
- Scandinavian Dance Music. LP. COLONIAL LP-769. U.å.
- More Country Dances from Scandinavia. Walter Eriksson & Andrew Walter. LP. COLONIAL LP-840. U.å.
- Musical Greetings from Denmark. Walter Eriksson & Andrew Walter. LP. COLONIAL LP-844. U.å.
- Musical Greetings from Norway. Walter Eriksson & Andrew Walter. LP. COLONIAL LP-853. U.å.
- Afton på Solvik. Andrew Walter & WAlter Eriksson. LP. WAKE LP-3. U.å.
- Gammeldans. LP. Karusell KALP-1003. (1959
- Swedish gammaldansmusik. Palette Records : SPZ-37015. (1960). (finns även som MPZ-1015)
- Dansa me`mej! Walter Eriksson & Andrew Walter. LP. ODEON PMCS-317. (1968)
- Gränsdrag med Andrew Walter, Majken Carlsson, Arnstein Johansen, Sverre Cornelius Lund. LP. KOSTER KLPS-116. (1981)
- Dansen går. LP. METRONOME (Brilliant serie) HLP-10505. (1963)
- Scandinavian Dance Party. LP. ARC INTERNATIONAL 845. U.å.
- Sölve Strand & Andrew Walter. LP. TONI TLPL-509.S. (1971)
- Helge Blom, Walter Eriksson, Hans-Erik Nääs & Andrew Walter. LP. WAKE LP-2. (1972)
- Ragnar Sundquist, Andrew Walter, Sölve Strand & Lasse Benny. LP. CUPOL CLP-88. (1972)
- Trekkspill og dragspel. LP. Odeon 7E-062-39015. (1972)
- Andrew Walter, Sone Banger & Sven-Olof Nilsson. LP. Round up LPRO-13. (1972)
- Flickan från Finnskogarna. Hasse Wallin, Andrew Walter, Jack Gill & Hilding Höglin. LP. LANI LALP-539. U.å.
- Klackarna i taket / Sölve Strand & Andrew Walter. LP. Koster KLPM-501. (1976)
- Sparvfars Polska. Andrew Walter, Ewa Rsoos & Eric Öst. LP. GAZELL GMG-1247. (1976)
- Livat på Bälgiengården med Roynes & Andrew Walter. LP. Marilla MALP-1008. (1977)
- Vals i Furusund & andra favoriter / Andrew Walters kör & orkester. LP. Polar POLS-288. (1978)
- Walter Eriksson & bröderna Lindqvist spelar Andrew Walter. LP. Round up LPRO-52. (1979)
- Sverre Cornelius Lund spelar Andrew Walter-melodier. LP. Polar POLS-320. (1980)
- Sölve Strand och Andrew Walter. CD. Koster CD-6017. (1991)
- Gränsdrag med Andrew Walter, Majken Carlsson, Arnstein Johansen, Sverre Cornelius Lund. CD. Koster CD-6033. (1993)

### Webbkällor
- Andrew Walter på Svensk Filmdatabas
- Andrew Walter på Svensk underhållningsmusik, revyer och film 1900–1960
- Bengt Haslum: Andrew Walter från SKAP